# Slaven Rimac
Slaven Rimac, né le 19 décembre 1974 à Zagreb, dans la république socialiste de Croatie, est un joueur puis entraîneur croate de basket-ball. Comme joueur, il évolue aux postes d'arrière et d'ailier.

## Carrière
Rimac est nommé entraîneur du Cibona Zagreb après le limogeage de Neven Spahija en novembre 2013. C'est sa première expérience comme entraîneur.
En octobre 2018, après le limogeage de l'entraîneur du Cedevita Sito Alonso, Rimac, entraîneur de l'équipe réserve depuis 2018, est nommé entraîneur de l'équipe professionnelle.